# Ity-tauy
Ity-tauy (també Ity-taui, Itj-tawy o Itj-tauy) fou la capital d'Egipte durant l'Imperi Mitjà aproximadament entre 1965 i 1650 ae. Fundada per Amenemhet I, residència i capital dels reis de les dinasties XII i XIII, era situada a la regió del Faium, prop de la necròpoli del Lisht, però se'n desconeix encara la localització exacta.

## Nom
El nom complet egipci n'és Amenemhat-ity-tauy (ỉmn-n-ḥ3t ỉṯỉ t3wy), 'Amenemhet, el que conquista les dues terres'.
| M17 | Y5 · N35 | G17 | F4 · X1 | V15 | N16 · N16 | X1 · O49 |

| M17 | Y5 · N35 | G17 | F4 · X1 | V15 | N16 · N16 | X1 · O49 |

Amb la versió abreujada Ity-tauy (ỉṯỉ t3wy).
| V15 · t | A24 | N17 · N17 · N23 · N23 | O49 |

| V15 · t | A24 | N17 · N17 · N23 · N23 | O49 |

## Context històric
El Primer Període intermedi es caracteritza per la ruptura del govern unificat d'Egipte que mantenien els faraons de l'Imperi antic. En la darrera fase (c. 2130 ae-c. 2040 ae) la rivalitat se centra entre els reis heracleopolitans del Baix Egipte (dinasties IX i X) i els tebans de l'Alt Egipte (dinastia XI). En acabant és Mentuhotep II el que al c. 2040 ae conquereix Heracleòpolis, i així comença l'Imperi mitjà.
Durant el regnat dels successors de Mentuhotep II, els últims faraons de la dinastia XI, Mentuhotep III i IV, la capital d'Egipte romangué a Tebes.

## Capital d'Egipte

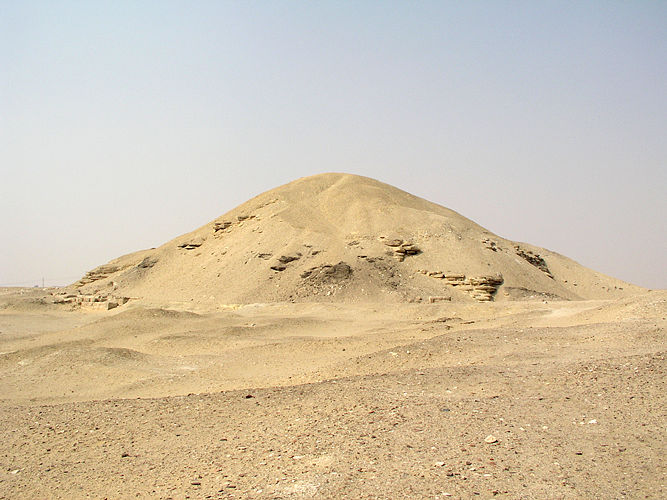
Piràmide d'Amenemhet I a Lisht

Va ser Amenemhet I, fundador de la dinastia XII, qui al c. 1950 ae traslladà la capital de Tebes a Ity-tauy, al nord, a la zona del delta. Es considera que les raons principals en foren l'amenaça d'invasors asiàtics, i la consideració que els funcionaris i altres autoritats de la nova capital només li deurien lleialtat al mateix rei, mancant ells mateixos de bases de poder local.
La data de la fundació no és clara i, tot i que hi ha indicis que apunten a un ràpid trasllat des de Tebes, alguns investigadors defensen una data propera a l'any vint del regnat d'Amenemhet I. Hagueren de durar entre tres i cinc anys les obres a Deir el-Bahari, prop de Tebes, d'una plataforma que es creu que forma part del projecte d'una tomba d'Amenenhet I; a més, les troballes al temple funerari d'Amenenhet I a Lisht indiquen una data molt tardana de construcció, ja que les inscripcions semblen correspondre al primer any del regnat de Senusret I. Hi ha molt pocs monuments tebans atribuïts a Amenemhet I i, després de la d'un alt funcionari anomenat Meketra, no hi ha més tombes de nobles: això suggereix un trasllat primerenc de la capital. Amenemhet I commemorà aquest nou començament triant com a nom de Hor-Nub Wehemmesu, que significa 'Renaixement'.
Durant dinastia XIII es mantingué la capital a Ity-tauy, encara que al final de la dinastia és molt probable que alguns dels seus faraons no conservaren el poder en tot Egipte. A més de rebel·lions a Núbia s'han trobat proves de l'existència de governants independents a Àvaris i Xois, al delta del Nil.

## Elshicsosi el final de l'Imperi Mitjà

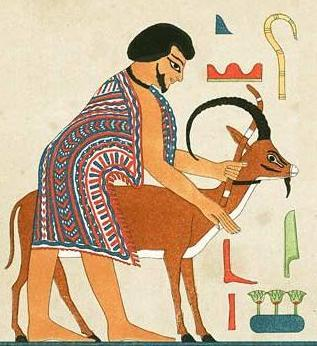
Representació d'un personatge asiàtic, potser identificable amb els futurs hicsos.
Tomba del funcionari de Senusret II Jnumhotep a Beni Hassan, c. 1900 ae

Afeblit el poder central, apareixen al delta governants independents, inclosos en la dinastia XIV de Manethó, com Nehesi: el seu poder potser provingués originàriament d'algun dels darrers faraons d'Ity-tauy. Però el que anuncia el començament del Segon Període intermedi és l'aparició dels hicsos, «sobirans de països estrangers» que formaren la dinastia XV. Els hicsos eren asiàtics, pobles anomenats en les fonts egípcies genèricament com aamu, que establiren la capital a Àvaris.
El final de l'Imperi Mitjà ve marcat per l'abandó de la residència de Lisht i el trasllat del govern a Tebes, on s'instal·laren els sobirans de la dinastia XVI. El darrer faraó d'Ity-tauy degué ser Aya (c. 1695-1685 ae): és el darrer rei de la dinastia XIII segons el Papir de Torí i es conserven inscripcions seues tant a l'Alt com al Baix Egipte.
Davant la pressió procedent del nord, Ity-tauy fou abandonada, tot i que continua sense estar-ne clar el moment exacte. S'ha trobat a El-Kab l'estela funerària d'Horemjaef, «inspector cap de sacerdots», que fou enviat a Ity-tauy a recollir, per ordre d'un rei no identificat, unes estàtues d'Horus i d'Isis:
Com s'ha datat la tomba d'Horemjaef entre 1650 ae i 1630 ae, l'abandó d'Ity-tauy com a capital es pot datar amb prou aproximació dins de les dues dècades anteriors. Això no vol dir que es despoblés immediatament: hi ha indicis que seguia havent-hi funcionaris a Ity-tauy servint els reis hicsos i se sap que durant aquest període el cementeri del Lisht continuava en ús.